# Chi Cóc (thực vật)
Chi Cóc (danh pháp khoa học: Spondias) là một chi thực vật có hoa trong họ Đào lộn hột. Chi này được Linnaeus miêu tả khoa học đầu tiên năm 1753.

## Các loài
- Spondias dulcis Parkinson - Cóc, sấu tàu.
- Spondias lakonensis Pierre
- Spondias mexicana S. Watson
- Spondias mombin L.
- Spondias philippinensis (Elmer) Airy Shaw & Forman
- Spondias pinnata (L. f.) Kurz - Cóc rừng, cóc chua.
- Spondias purpurea L.
- Spondias radlkoferi Donn.Sm.
- Spondias testudinis J.D. Mitch. & D.C. Daly
- Spondias tuberosa Arruda
- Spondias venosa Mart. ex Colla
- Spondias venulosa (Engl.) Engl.

## Hình ảnh

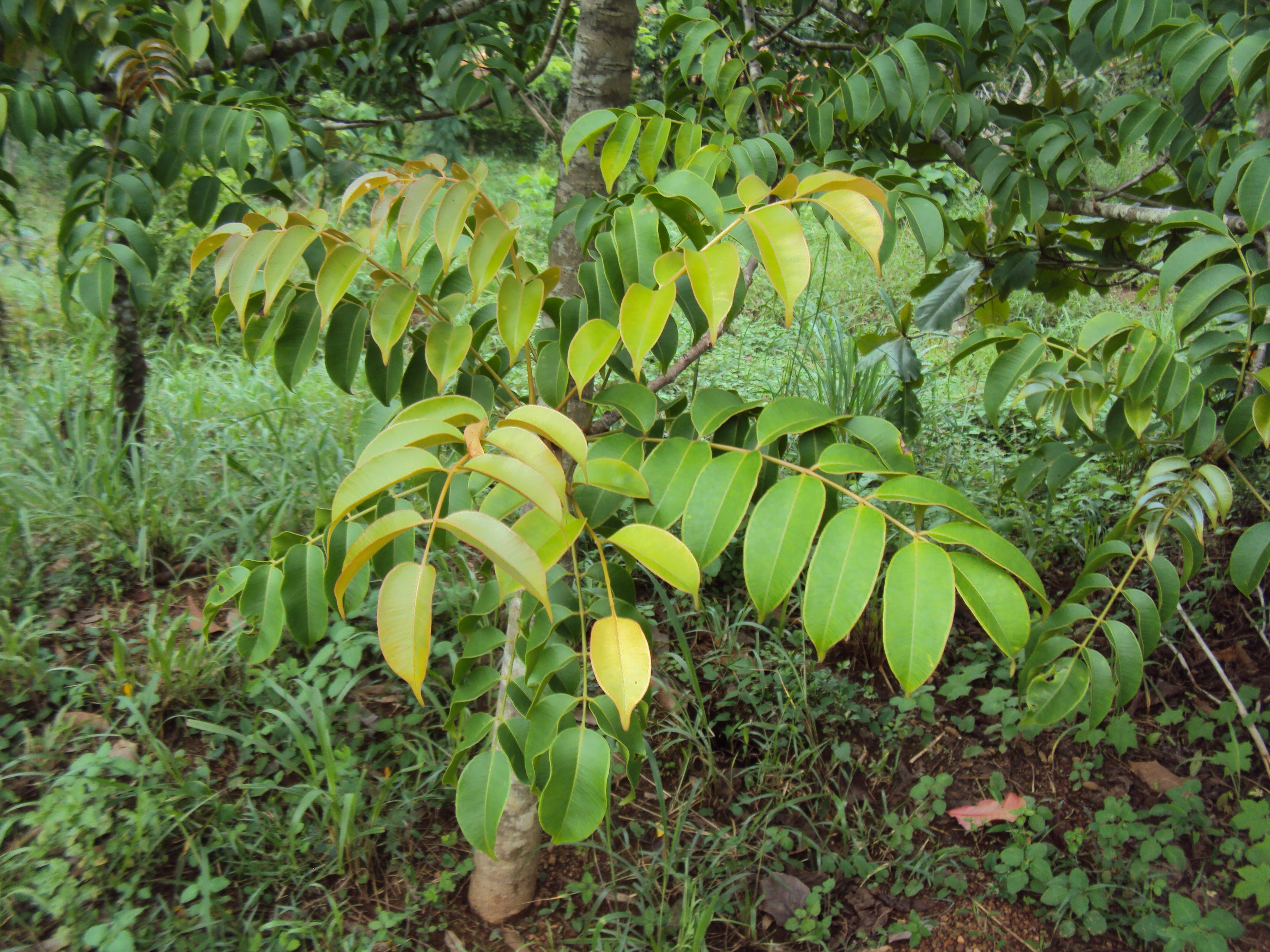